# Maria de Berry
Maria de Berry, nascuda el 1370, morta el juny de 1434 a Lió, fou duquessa d'Alvèrnia, i comtessa de Montpensier; era la filla de Joan I de Berry duc de Berry i de Joana d'Armanyac.
Es va casar en primeres núpcies a Bourges a l'església de Sant Esteve, l'agost de 1386, amb Lluís III de Châtillon (mort el 1391), comte de Dunois, fill únic de Guiu II de Châtillon, comte de Soissons, de Blois i de Dunois (mort el 22 de desembre de 1397) i de la seva dona Maria de Dampierre (morta l'11 d'agost de 1412). Lluís de Châtillon, nascut el 1377, tenia 9 anys, mentre que Maria de Berry tenia 16 anys.
L'espòs de Maria de Berry va morir sobtadament a Beaumont, a l'Hainaut, el 15 de juliol de 1391, segon Froissart (vinculat en aquell temps a la casa de Blois) que explica que després de cavalcar molts dies sota molta calor i sense la cura adequada als seus 14 anys, va ser afectat per febrers i va morir al cap de pocs dies: «quand il fut venu à Beaumont en Hainaut, il n'y séjourna guères longuement que fièvres et maladie l'aherdirent, car il avoit chevauché grands journées et par trop chaud temps; et fut mal gardé car l'enfant étoit tendre, mol et jeune sur l'age de quatorze ans, de laquelle maladie il mourut »
Vídua, Maria es va casar de nou a París el 27 de gener de 1393 amb Felip d'Artois, (1358 - 1397), comte d'Eu (1387-1397), fill de Joan IV d'Artois comte d'Eu i d'Isabel de Melun, i va tenir:
- Carles (1393 - 1472), comte d'Eu ;
- Felip (1394 - 1397);
- Bona d'Artois (1395 - 1425), casada el 20 de juny de 1413 a Beaumont a l'Artois amb Felip de Borgonya (1389 - mort a Azincourt el 1415), conestable de França des de desembre de 1392, comte de Nevers i de Rethel, vidu d'Isabel de Coucy; després es va casar en segones núpcies el 30 de novembre de 1424 a Moulins Engilbert amb Felip el Bo, duc de Borgonya (1396 - 1467), vidu de Miquela de França;
- Caterina (1396 - 1420), casada amb Joan de Borbó, senyor de Carency.

Felip d'Artois va seguir a la primavera del 1396 al comte de Nevers (futur Joan Sense Por, duc de Borgonya) a Hongria per tal de combatre contra els turcs de Baiazet I. El setembre, fou capturat al setge de Nicòpolis, en una batalla on la seva impetuositat va causar la seva pèrdua, i va quedar presoner dels turcs fins al juny de 1397 en què va morir sense haver pogut pagar el seu rescat. El seu cos fou repatriat i enterrat a Eu amb el seu segon fill, Felip, mort poc abans.
De nou vídua, Maria de Berry es va casar de nou en terceres noces a París el 27 de maig de 1400 amb Joan I de Borbó (1381 - 1434), duc de Borbó, fill de Lluís II duc de Borbó i d'Anna delfina d'Alvèrnia; ell tenia 20 anys i ella 25. Va tenir del seu tercer matrimoni a:
- Carles I de Borbó (1401 - 1456), duc de Borbó i d'Alvèrnia;
- Lluís (1402 - 1412), comte de Forez;
- Lluís el Bo (1403 - 1486), comte de Montpensier i de Sancerre, delfí d'Alvèrnia per matrimoni i comte de Clermont. Fou l'avi del conestable Carles III de Borbó, duc de Borbó;
- Isabel de Borbó (1404 - morta jove);
- Maria de Borbó (1405 - morta jove).

El 1410, el duc de Borbó va morir. El marit de Maria de Berry que era fins llavors comte de Clermont, va esdevenir Joan I duc de Borbó. El 1413, es va adherir al partit dels Armanyacs. Va estar present amb el rei al setge de Compiègne, i després al d'Arràs el 1414.
El 1415, en el moment de la batalla d'Azincourt, el duc de Borbó fou fet presoner pels anglesos, quan manava l'avantguarda. Va restar 18 anys (fins a la seva mort) presoner dels anglesos, a causa de la seva incapacitat a pagar el rescat reclamat.
En el moment d'aquesta batalla, el fill gran de Maria de Berry del segon matrimoni (Carles d'Artois, comte d'Eu) també va ser fet presoner (va restar 23 anys presoner dels anglesos que no l'alliberaren fins al 1438); a més, el seu gendre Felip de Borgonya (marit de la seva filla Bona d'Artois) fou massacrat, vuit dies després que Bona havia donat naixement al seu fill, Joan de Nevers.
El 1416 va morir el seu pare Joan de Berry, i va heretar algunes de les seves possessions:
- El ducat d'Alvèrnia
- El comtat de Montpensier

En canvi les altres no les va heretar:
- El comtat d'Alvèrnia i el de Boulogne van passar als hereus de la seva esposa Joana II de qui derivava el millor dret legítim.
- Com heretatges privatius, el títol de duc de Berry i el comtat de Poitou van tornar a la corona i cedits al delfí Joan II de França (1398 † 1417) fill de Carles VI de França, i a la seva mort al nou delfí Carles de França (1403 † 1461) que el 1422 va esdevenir rei de França (Carles VII) i les va aportar al domini reial.

El 1421, des de la seva presó anglesa, Joan I de Borbó va delegar a la seva dona Maria de Berry l'administració de tots els seus béns durant el seu empresonament (esperant l'alliberament de Carles de Borbó el fill comú del tercer matrimoni).
El 1422, Maria de Berry va fundar un monestir a Aigueperse en presència de santa Colette de Corbie (i del seu fill Carles I de Borbó). El 1425, va casar al seu fill Carles de Borbó amb Agnès de Borgonya, filla de Joan sense Por, duc de Borgonya (i germana de Felip II). El mateix any, la seva filla Bona d'Artois (casada de nou amb Felip II el Bo duc de Borgonya) va morir al llit.
El 1427, Maria de Berry va cedir al seu fill Carles l'administració del ducat de Borbó. El 5 de gener de 1433, Joan I de Borbó va morir a Londres, i el seu fill va esdevenir Carles I duc de Borbó.
El juny de 1434, Maria de Berry va morir a Lió durant un desplaçament a les seves terres de Beaujeu. Fou enterrada així com més tard el seu marit (del qual la despulla fou repatriada entre 1452 i 1460) al priorat de Souvigny, necròpoli dels ducs de Borbó.